# Felbertauerntunnel
Felbertauerntunnel er en vejtunnel i Østrig, der gennem bjerget Felber Tauern forbinder delstaterne Salzburg og Tyrol (Østtyrol).
Felbertauerntunnel blev åbnet for trafik i 1967 og ligger i en højde af 1.632 til 1.650 moh. Tunnelen er 5.304 m lang, og den er belagt med afgift; dog kan beboere i Østtyrol benytte tunnelen gratis, og siden 2009 kan indbyggere i Mittersill i delstaten Salzburg benytte tunnelen afgiftsfrit.